# Stridex
Stridex (ban đầu được đánh vần là Stri-Dex) là một loại thuốc điều trị và ngăn ngừa mụn của Mỹ, nhãn hiệu đã được đăng ký ban đầu của Tập đoàn Bayer. Nó có dạng miếng đệm bão hòa với chất làm se . Hầu hết các sản phẩm trong dòng Stridex có chứa hoạt chất là axit salicylic (0,5, 2,5%); Stridex Power Pad, có chứa thay thế benzoyl peroxide (2,5%), một loại thuốc điều trị mụn trứng cá không cần kê toa. Tuy nhiên, họ cũng cảnh báo về các tác dụng phụ có thể xảy ra: khô da, nóng rát và ngứa ran. Bệnh nhân nên áp dụng điều trị thận trọng quanh môi, mũi và miệng, hoặc vết cắt và vết trầy xước, và cũng tránh tiếp xúc với ánh nắng mặt trời quá nhiều. Vào năm 2013, FDA đã bắt đầu điều tra một mối liên hệ có thể có giữa thuốc chống mụn trứng cá dựa trên axit benzoyl peroxide và/hoặc salicylic với phản ứng quá mẫn và phản vệ mà không cần gọi ra bất kỳ sản phẩm nào hoặc đặt cảnh báo.
Stridex là miếng đệm điều trị mụn đầu tiên làm như vậy mà không cần đơn thuốc để mua và là một phần của bộ sưu tập vĩnh viễn của Smithsonian. Nó thuộc sở hữu của Blistex, Inc.